# Hidasliget
Hidasliget (románul: Pișchia, németül: Bruckenau) falu Romániában, a Bánságban, Temes megyében.

## Nevének változásai
1839, 1863, 1880-1900 Brukenau, 1863 Piskie, 1873 Bruckenau, 1873 Piske.

## Története
Reiszig Ede így ír a településről Temes vármegye községei című munkájában:
A mai Hidasligettől kissé délre, a Berekszó patak és a római sánc között a középkorban Piski nevű falu feküdt. Az 1332-37. évi pápai tizedjegyzékben egyházas helyként fordul elő. 1365-ben két család osztozott Piski birtokon: a Gyertyánosi Csepiek és a Sáriak. 1378-ban az egész helység Gyertyánosi Csepi András birtoka. A régi Piski helységből származott a Piski-család, melynek egyik sarja, Piski János, 1418-ban egy birtokbaiktatás alkalmával királyi emberként szerepel. 1479-ben a község Sarádvár tartozéka, melyet Garai Jób eladott Bánffi Miklósnak és Jakabnak. 1487-ben a király birtoka, 1492-ben Corvin Jánosé.

Az 1717. évi kamarai jegyzék szerint mindössze nyolc elhagyott ház állott benne; a törökök kiűzése után azonban új életre ébredt és egyike volt ama községeknek, a hova 1724-ben az első német telepeseket elhelyezték. Lakosságát Falk János Ferencz, wormsi hivatalnok toborozta össze. A bevándorlók egy kisebb csapatát, mintegy 40-50 házszámra való népet, a bécsi udvari kamarától kirendelt Bruckentheys ügynök a régi Piski helyén telepítette le. Utána nevezték el a községet Bruckenaunak.
A községnek már települése óta volt temploma. 1764-ben 92 német gyarmatos költözött ide Elsasból és Lotharingiából, mire a csanádi püspök 1766-ban az itteni lelkészséget plébániává alakította át. 1782-ben Névery Elek és József vették meg, de ezt sem fizették ki s így a helység továbbra is a kincstáré maradt. A római katolikus templom 1776-ban épült. Itt van a Katolikus Népszövetség és a „Südungarischer Bauernverein” fiókja és két pénzintézet, az egyik az Első Bruckenaui takarékpénztár r.-t., a másik a Bruckenaui Népbank m. sz.
A mai Hidasligettől északkeletre, a Berekszó-patak partján feküdt Fülöplaka, melyet a Csanád nembeli Fülöp építtetett. 1299-ben már Fülöp, fia Benedek unokaöccséé: Mihályé volt. 1323-ban Benedek az egész falut 50 márkáért eladta az Udvardi Budafiaknak. A XIV. században Arad vármegyéhez tartozott; később már nincs adatunk róla. E helység szomszédságában fekhetett Fülöptelek is, mely az 1471-1500. években a sződi vár tartozékai között fordul elő; a Guthi Országhok és a Nádasdi Ongorok birtokaként.

A község határában, a temesvár–lippai országúttól balra, a mai Hidasliget és Temesgyarmat között terül el a Charat-dülő, melynek a helyén a középkorban Sarádvára és városa feküdt, mely már a pápai tizedjegyzékekben is egyházas helyként szerepel. 1330-1479 között a Garaiak birtoka, utánuk az Alsólendvai Bánffiaké 1487-ben Mátyás király birtokában találjuk. 1492-ben Corvin Jánosé volt. 1550-ben Vajai Kiss Ferencz, Sarád határában, az Előhegy nevű dombon lévő két szőlejét, halála esetére Hagymási Kristófnak és Eustachnak hagyományozta. Ez az utolsó adat Sarádról. Ezután többé már nem szerepel, csak az 1723-25. évi gróf Mercy-féle térképen, Monyorós keleti szomszédságában fordul elő Scharad alakban.
Az első világháborúig Temes vármegye Vingai járásához tartozott.

## Népessége
- 1900-ban 5502 lakosából  2116 volt román, 3172 német, 162 magyar, 52 egyéb (43 szerb )  anyanyelvű; 2125 ortodox, 3324 római katolikus, 25 izraelita, 13 református, 8 evangélikus és 7 egyéb vallású.
- 2002-ben a 3006 lakosából  2805 volt román, 66 magyar, 56 cigány, 40 ukrán, 18 német, 11 szerb és 10 egyéb, 2803 ortodox, 120 római katolikus, 67 pünkösdista, 3 református és 13 egyéb vallású.

## Külső hivatkozások
- BANATerra
- Térkép